# Nu o poți lua cu tine după moarte (film)
Nu o poți lua cu tine după moarte (You Can't Take It With You) este un film american din 1938 regizat de Frank Capra pentru Columbia Pictures. În rolurile principale joacă actorii Jean Arthur, Lionel Barrymore, James Stewart și Edward Arnold. A câștigat Premiul Oscar pentru cel mai bun film.

## Prezentare
Stenografa Alice Sycamore este îndrăgostită de șeful ei, Tony Kirby, care este vice-președinte al unei puternice companii al cărei proprietar este tatăl acestuia, lacomul Anthony P. Kirby. Anthony P. Kirby are monopolul în comerțul de arme și vrea să cumpere ultima casă într-o zonă cu doisprezece blocuri deținută de bunicul lui Alice, Martin Vanderhof. Cu toate acestea, Martin este patriarhul unei familii anarhice și excentrice ai cărei membrii nu-i pasă de bani, ci doar de distracții și să-și facă prieteni noi. Când Tony o cere în căsătorie pe Alice, ea îi spune că ar fi obligatoriu ca familile lor să se întâlnească. Familia lui Kirby este înstărită și se consideră foarte importantă, în timp ce familia Sycamore este formată dintr-o adunătură de lunatici. Când cele două familii se întâlnesc, stilul de viață și filosofiile lor se bat cap în cap.

## Actori
- Jean Arthur este Alice Sycamore
- Lionel Barrymore este Grandpa Martin Vanderhof
- James Stewart este Tony Kirby
- Edward Arnold este Anthony P. Kirby
- Mischa Auer este Boris Kolenkhov
- Ann Miller este Essie Carmichael
- Spring Byington este Penny Sycamore
- Samuel S. Hinds este Paul Sycamore
- Donald Meek este Poppins
- H. B. Warner este Ramsey
- Halliwell Hobbes este DePinna
- Dub Taylor este Ed Carmichael
- Mary Forbes este Mrs. Anthony P. Kirby
- Lillian Yarbo este Rheba
- Eddie Anderson este Donald
- Charles Lane este Wilbur G. Henderson, IRS agent
- Harry Davenport este the Night Court Judge
- Ian Wolfe este A.P. Kirby's secretary (nemenționat)
- Ward Bond este detectiv (nemenționat)
- Arthur Murray (nemenționat)